# Landing Platform Helicopter

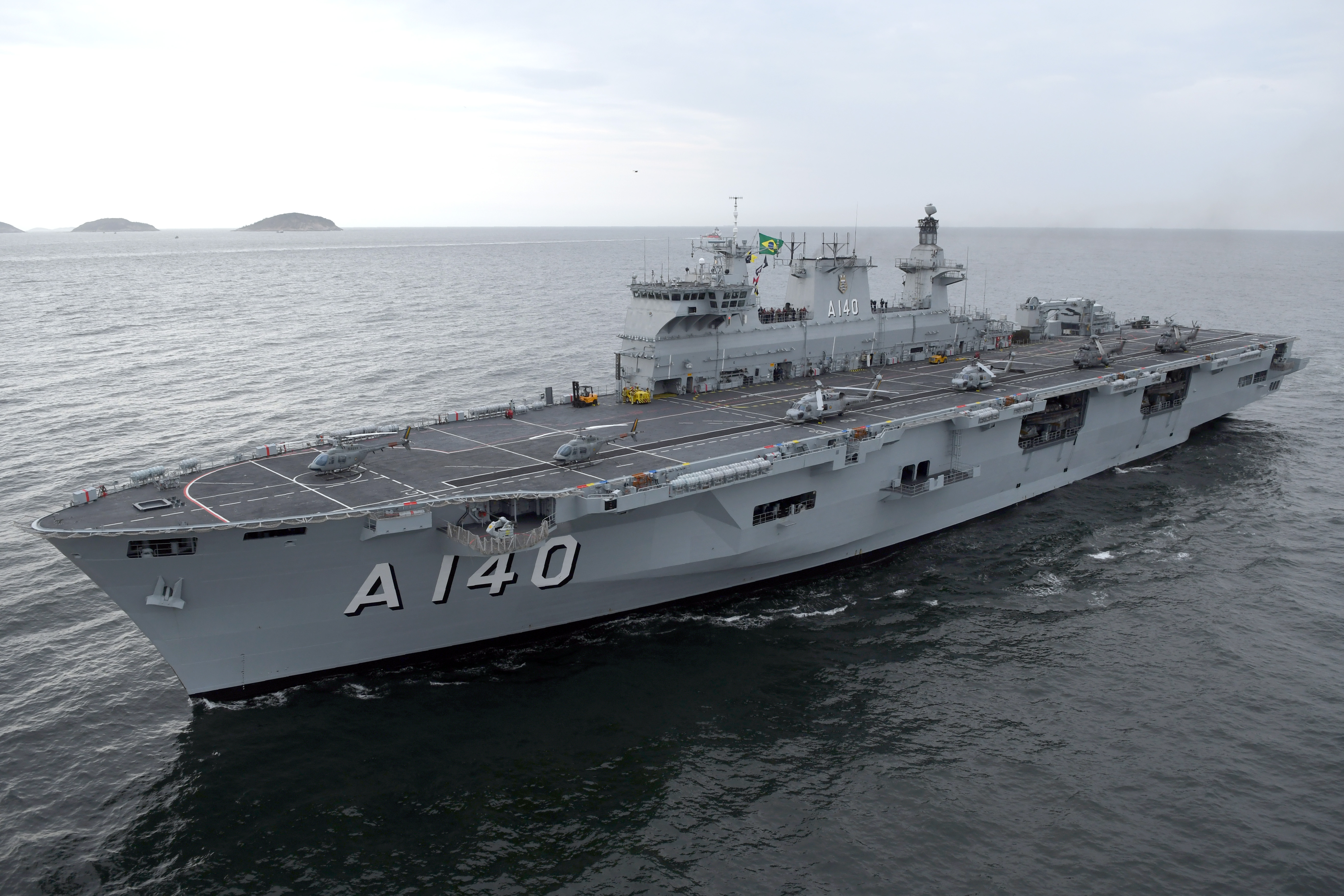
HMS Ocean, che in precedenza operava nel Regno Unito, è ora operativa in Brasile.

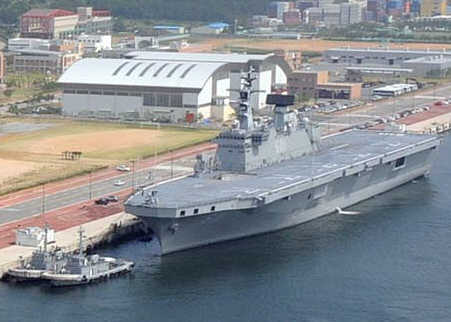
La della

Landing Platform Helicopter (LPH) è l'hull classification symbol della US Navy per designare una tipologia di navi di assalto anfibio elicotteristiche. Ai sensi del documento STANAG (NATO Standardization Agreement ) per la segnalazione delle navi, LPH è definito come "grande portaelicotteri" per il trasporto e il dispiegamento di circa 1.800 truppe d'assalto utilizzando i propri aerei, ma per i quali l'uso di mezzi da sbarco "non è una funzione principale". Si tratta di navi progettate per supportare le operazioni di sbarco anfibio attraverso l'uso di elicotteri. Oggi si tende a progettare e costruire navi polivalenti come le LHA e LHD a discapito delle LPH.  
La denominazione esatta utilizzata dalla US Navy è LPH : AMPHIBIOUS ASSAULT SHIP (HELICOPTER); la Royal Navy utilizzava invece la denominazione Commando Carrier.
La sigla LPH fu usata dalla classe Iwo Jima e da cinque navi convertite delle classi Commencement Bay, Essex e Casablanca. 
Dopo il loro ritiro dal servizio, questo tipo di navi è stato sostituito nella US Navy da unità del tipo Landing Helicopter Assault (LHA) ed Landing Helicopter Dock (LHD).

## Unità LPH
| Marina    | Classe           | Nome                     | Status     | Note                                                                           |
| --------- | ---------------- | ------------------------ | ---------- | ------------------------------------------------------------------------------ |
| U.S. Navy | Commencement Bay | USS Block Island (LPH-1) | Cancellata | Conversione a LPH cancellata da Block Island (CVE-106)                         |
| U.S. Navy | Iwo Jima         | USS Iwo Jima (LPH-2)     | Demolita   | Prima nave disegnata e costruita dalla chiglia come una nave d'assalto anfibio |
| U.S. Navy | Iwo Jima         | USS Okinawa (LPH-3)      | Affondata  | Affondata come obiettivo di tiro                                               |
| U.S. Navy | Essex            | USS Boxer (LPH-4)        | Demolita   | Convertito ponte dritto da Boxer (CV-21)                                       |
| U.S. Navy | Essex            | USS Princeton (LPH-5)    | Demolita   | Convertito ponte dritto da Princeton (CV-37)                                   |
| U.S. Navy | Casablanca       | USS Thetis Bay (LPH-6)   | Demolita   | Conversione minima da Thetis Bay (CVE-90)/CVHA-1                               |
| U.S. Navy | Iwo Jima         | USS Guadalcanal (LPH-7)  | Affondata  | Affondata come obiettivo di tiro                                               |
| U.S. Navy | Essex            | USS Valley Forge (LPH-8) | Demolita   | Convertito ponte dritto da Valley Forge (CV-45)                                |
| U.S. Navy | Iwo Jima         | USS Guam (LPH-9)         | Affondata  | Affondata come obiettivo di tiro                                               |
| U.S. Navy | Iwo Jima         | USS Tripoli (LPH-10)     | Demolita   |                                                                                |
| U.S. Navy | Iwo Jima         | USS New Orleans (LPH-11) | Affondata  | Affondata come obiettivo di tiro                                               |
| U.S. Navy | Iwo Jima         | USS Inchon (LPH-12)      | Affondata  |                                                                                |

| Marina     | Classe     | Nome                  | Status   | Note |
| ---------- | ---------- | --------------------- | -------- | --- |
| Royal Navy | Colossus   | HMS Ocean (R68)       | Demolita | Solo nel 1956, conversione minima d'emergenza per la crisi di Suez                                                                              |
| Royal Navy | Colossus   | HMS Theseus (R64)     | Demolita | Solo nel 1956, conversione minima d'emergenza per la crisi di Suez                                                                              |
| Royal Navy | Centaur    | HMS Albion (R07)      | Demolita | 1962-1972, conversione |
| Royal Navy | Centaur    | HMS Bulwark (R08)     | Demolita | 1960-1980, conversione |
| Royal Navy | Centaur    | HMS Hermes (R12)      | Demolita | 1973-1976, conversione; poi INS Viraat (R22) |
| Royal Navy |            | HMS Ocean (L12)       | Dismessa | 1988-2018, disegnata e costruita come una commando carrier, basata sullo scafo delle portaeromobili STOVL Invincible; poi PHM Atlântico (A-140) |
| Royal Navy | Invincible | HMS Ark Royal (R07)   | Demolita | Solo 2006-2008, durante l'ammodernamento della Ocean                                                                                            |
| Royal Navy | Invincible | HMS Illustrious (R06) | Demolita | Solo 2012-2014, durante l'ammodernamento della Ocean                                                                                            |

| Marina              | Classe       | Nome                        | Status      | Note |
| ------------------- | ------------ | --------------------------- | ----------- | ---- |
|                     |              |                             |             |      |
| Daehanminguk Haegun | classe Dokdo | ROKS Dokdo (LPH-6111)       | Operativa   |      |
| Daehanminguk Haegun | classe Dokdo | ROKS Marado (LPH-6112)      | Varata      |      |
| Daehanminguk Haegun | classe Dokdo | ROKS Baengnyeong (LPH-6113) | Programmata |      |